# Julius Mertens
Jules Jan Antoon Mertens (Meerle, 18 februari 1899 - Meer, 8 september 1969) was een Belgisch politicus voor het Katholiek Verbond van België en de CVP.

## Levensloop
Julius Mertens was een zoon van Jozef Mertens en Maria Van Dun. Hij trouwde in 1923 en het gezin kreeg vijf kinderen. Zoals zijn ouders werd hij landbouwer, na middelbaar onderwijs te hebben gevolgd in het Klein Seminarie van Hoogstraten.
Van jongs af trad hij in het verenigingsleven, meer bepaald bij de Boerenjeugd (BJB). Hij werd actief in de talrijke raderwerken van de Boerenbond, op lokaal, provinciaal en nationaal vlak. Zo was hij onder meer actief als voorzitter van de 'Provinciale Zuiveldienst' en de 'Vereniging van Aardbeienkwekers'. Tevens was hij ondervoorzitter van AVEVE, de 'Intercooperatieve Zuiveldienst van Antwerpen' (INZA),  de 'Intercooperatieve Poederfabriek ANICO', de 'Nationale Fokvereniging van het Landbouwrijpaard', de 'Landelijke Rijvereniging' en de Zuivelfabriek van Meerle. 
Daarnaast was hij bestuurder van de 'Katholieke Veilingsvereniging' te Hoogstraten en bestuurslid van het 'Provinciaal Verbond van Veekweeksyndicaten', het Nationaal en 'Provinciaal Verbond van Veebonden', het 'Provinciaal Comité voor Kunstmatige Inseminatie' en de 'Provinciale Landbouwkamer'. Ten slotte was hij lid van het hoofdbestuur van de Belgische Boerenbond en van de Hoge Landbouwraad.
Op het politieke vlak was hij van 1926 tot 1958 gemeenteraadslid van Meer en van 1941 tot 1952 was hij burgemeester. Tijdens de oorlog was hij lid van het Nationaal Koningsblok. In 1948 werd hij lid van het hoofdbestuur van de CVP Antwerpen en van de Nouvelles Equipes Internationales, de voorloper van de Europese Volkspartij. Hij werd verkozen tot volksvertegenwoordiger voor het arrondissement Turnhout in juni 1949 en vervulde dit mandaat tot in 1965.